# Ivo Karlović
Ivo Karlović (Zagreb, Croacia, 28 de febrero de 1979) es un exjugador profesional de tenis. Fue el jugador más alto del circuito ATP con una estatura de 2,11 m, récord compartido con el estadounidense Reilly Opelka. En su palmarés posee dos títulos en dobles conseguidos en 2006 y 2015, y ocho en individuales, tres logrados en 2007, dos en 2016, y uno en 2008, 2013, y 2015. 
Lleva 5 temporadas entre los Top 30 del ranking ATP, en 2007, 2008, 2014, 2015 y 2016, y lleva 17 temporadas consecutivas entre los Top 100 (2003-2019).
Se caracterizaba por su potente saque, ayudado por su altura, lo que lo colocó muchas veces como el líder del circuito en cantidad de aces y promedio de puntos ganados con su primer saque. Posee uno de los saques más potentes de la historia, el cual alcanzó una velocidad de 251 km/h en 2011. Es considerado uno de los mejores sacadores de todos los tiempos.
Además de su altura y sus récords en el servicio, su larga carrera le ha permitido lograr numerosos récords.

## Carrera

### Ingreso en el Top 100 (2003 - 2013)
En 2005 formó parte del equipo croata campeón de Copa Davis jugando un partido de individuales en las semifinales ante Rusia.
En 2009 consiguió llegar a los cuartos de final del tradicional torneo de Wimbledon perdiendo ante el suizo Roger Federer, siendo esta su mejor actuación en un torneo de Grand Slam.
En 2010, eliminó en primera ronda a Radek Štěpánek del Abierto de Australia, y llegó a octavos de final, ronda en la que fue eliminado por Rafael Nadal. Asimismo, alcanzó las semifinales en la modalidad de dobles junto al serbio Dusan Vemic.

### Resurgimiento como veterano (2014 - 2020 )

#### 2016
Con 37 años en 2016, es el tenista de mayor edad en el Top 100. Solo Radek Štěpánek permanece en el tour siendo mayores que él, pero fuera del Top 100. Ha alcanzado nueve finales, y tres títulos ATP en individuales después de cumplir los 35 años. Al ganar el Torneo de Los Cabos 2016 con 37 años y 5 meses, pasó a ser el tenista de mayor edad en obtener un título ATP desde 1979, siendo uno de los 5 tenistas que han logrado ganar algún título con 37 años o más desde el comienzo de la era abierta en 1968.
Durante los meses de julio y agosto de 2016, Ivo obtuvo grandes resultados en canchas duras tras el título en Newport (hierba), la final en Washington, la 3.ª ronda en el Masters 1000 de Toronto y el título de Los Cabos. Con todos estos resultados, en un mes y a sus 37 años, Karlovic ascendió del puesto 36 al puesto número 20.
En noviembre de ese año jugó en el equipo croata de Copa Davis perdiendo el partido definitorio de la final de dicha competencia contra Argentina ante Federico Delbonis.

#### 2018
Tras el retiro del profesionalismo de Tommy Haas en 2017, Karlovic se mantiene como el único tenista nacido en la década de los 70 en participar en torneos ATP regularmente y mantenerse en el Top 100. En el Torneo de Quito 2018 enfrentó en segunda ronda al francés Corentin Moutet quien es 20 años y dos meses menor que él. A la semana siguiente enfrentó a Denis Shapovalov, solo días mayor de Moutet con quien también perdió. Karlovic ha declarado que le interesa continuar rompiendo récords relacionados con su avanzada edad en el circuito ATP, mientras su ranking se lo permita. En julio enfrentó por tercera vez en la temporada a un tenista nacido en 1999, derrotando al australiano Álex de Miñaur en la primera ronda del Torneo de Newport 2018. En octubre se transformó en el tenista más viejo de la historia en ganar un torneo Challenger, en el Challenger de Calgary con 39 años y 8 meses.
Finalizó la temporada en el puesto N.º 100, cumpliendo 16 temporadas consecutivas entre los Top 100.

#### 2019
En su primer partido de 2019, derrota a Félix Auger-Aliassime, y nuevamente supera la brecha de edad entre dos tenistas al ser 21 años y 6 meses menor que él. Karlovic y Auger-Aliassime son los tenistas de mayor y menor edad en el Top 200 del ranking ATP. Además es la única ocasión en que un jugador nacido en la década de los 1970's se enfrenta a uno nacido en la década de los 2000's. Logró llegar hasta la final, perdiendo en 3 apretados sets ante Kevin Anderson, convirtiéndose en el finalista de mayor edad en el Tour ATP desde Ken Rosewall en 1977.
El 28 de febrero cumplió 40 años de edad, estando en el puesto 89° del ranking ATP. En la primera ronda de Roland Garros enfrentó a Feliciano López de 37 años, siendo el partido de mayor edad combinada en la historia del torneo. Ganó este encuentro y luego perdió ante Jordan Thompson en segunda ronda.

### 2020
Sus resultados fueron menos exitosos y terminó la temporada en el puesto 147°, es decir fuera del top 100 por primera vez en 18 años.

### 2021-2022: planes de retiro
Durante el año 2021 su ranking cayó más allá del puesto 250° y anunció que el último torneo donde competiría sería el US Open. Fue derrotado en primera ronda de lo que sería su participación n.º 17 en el torneo y N.º 63 en Grand Slams. Posteriormente jugó la qualy de Indian Wells donde fue derrotado, dejando en suspenso su retiro. Durante 2022 no ha competido ni informado sobre sus planes de retiro.

## Récords en el servicio

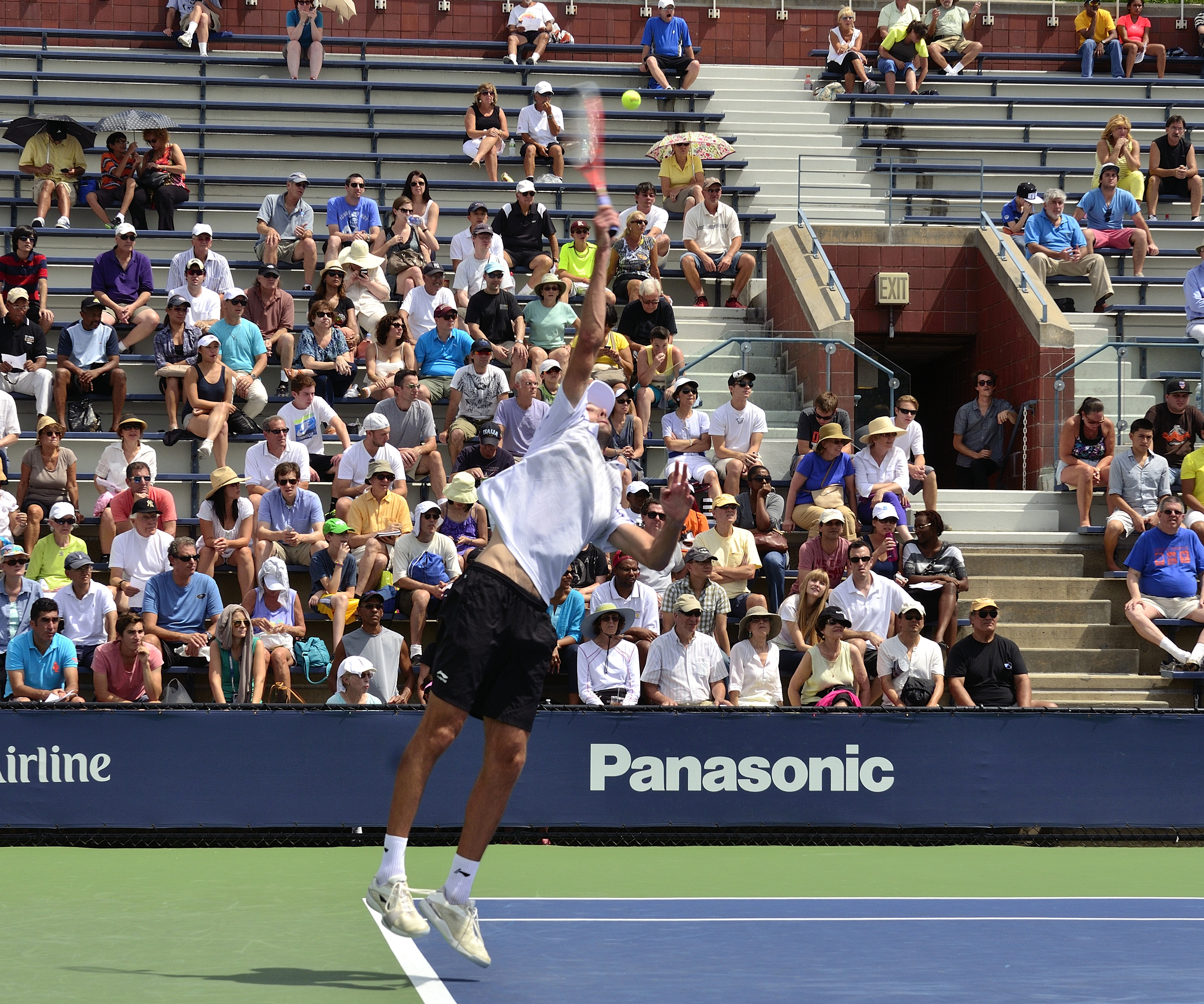
Ivo Karlović extendiéndose para servir en 2013

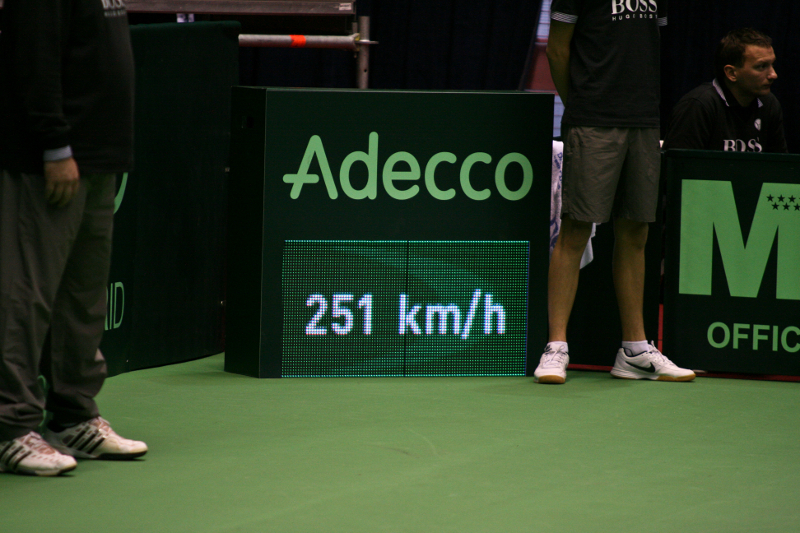
Gran saque de Karlovic

Karlovic es considerado uno de los mejores sacadores de todos los tiempos gracias a contar con la ideal combinación de altura, técnica, y potencia. Su altura de 2,11 metros le permite sacar a gran velocidad generando una trayectoria y precisión única.
En 2011 durante la Copa Davis, en su partido de dobles frente a Alemania, conseguiría realizar el saque más veloz registrado en la historia, el cual alcanzó una velocidad de 251 km/h. pero en mayo de 2012 sería superado por el australiano Samuel Groth con 263 km/h. Desde 2014 es el tercero más veloz de la historia detrás de Groth y Albano Olivetti (257 km/h).
Poseía el récord de aces en un solo partido (78), conseguidos en la semifinal de Copa Davis 2009, en un partido que perdió ante Radek Štěpánek en 5 sets. Este récord fue roto por John Isner (112 aces) y Nicolas Mahut (103 aces) en el partido más largo en la historia del tenis, en Wimbledon 2010. También posee el cuarto lugar con 75 aces ante Horacio Zeballos en primera ronda del Abierto de Australia 2017. En el Torneo de Halle de 2015 logró hacer 45 aces en el partido que ganó contra Tomáš Berdych, superando el récord de aces en un partido a tres sets, batiendo su anterior marca de 44 aces, la cual compartía con Mark Philippoussis.
Hasta 2022 fue el tenista con más aces convertidos en una carrera con más de 13 000, superado por John Isner  el 1 de julio de 2022. Tiene el récord de promedio de aces por partido con 19,1 seguido también por John Isner con 17,9 aces por partido. Además tiene el segundo y tercer lugar en el ranking de más aces por temporada, completando 1.318 aces en la temporada 2007, y 1.180 en 2014, sólo es superado por su compatriota Goran Ivanicevic con 1.448 en 1996.
Otras estadísticas de la ATP lo sitúan como el tenista con mejor porcentaje de puntos ganados con el primer servicio en la historia del tenis con un 83%, así como también el que más games de servicio gana con un 91%, y el que más puntos de quiebre salva, con un 70%.

## Récords de Longevidad
Debida a la larga carrera de Karlovic ha logrado romper varios récords de longevidad y continuidad en el ATP Tour. 
Al ganar el título del Torneo de Los Cabos 2016 se transformó en el quinto tenista de la historia en obtener un título con 37 o más años, (37 años y 6 meses) y el primero del siglo XXI. En 2016 se transformó en el primer tenista de 37 años o más en finalizar una temporada entre los Top 20 del ranking ATP (en el puesto N.º 20), desde la década de 1970. Posteriormente sería superado por Roger Federer en 2019 con 38 años y finalizando N.º 3. 
En octubre de 2018 se transformó en el tenista más veterano en ganar un título del ATP Challenger Tour, con 39 años y 7 meses en el Challenger de Calgary.
En 2019 se transformó en el cuarto jugador de la historia, y el primero del siglo XXI en cumplir 40 años estando entre los Top 100 del ranking ATP. Lo logró el 28 de febrero estando N.º 89 del ranking. Ken Rosewall, Torben Ulrich lo lograron en los años 70, y el último, Jimmy Connors, en 1993.
En el Torneo de Pune de 2019 se transformó en el tenista más veterano en alcanzar la final de un torneo ATP desde 1977, perdiendo ante Kevin Anderson en tres apretados tie breaks. En ese mismo torneo derrotó al adolescente Félix Auger-Aliassime, logrando una diferencia de edad de 21 y 6 meses, una de las más amplias de la historia del Tour ATP. En la primera ronda de Roland Garros 2019 enfrentó a Feliciano López de 37 años, siendo el partido de mayor edad combinada en la historia del torneo (77 años sumados).
En el Masters 1000 de Indian Wells 2019 se transformó en el tenista más veterano de la historia en ganar un partido en esta categoría, avanzando y perdiendo ante Dominic Thiem en octavos de final. 
En el Abierto de Australia 2020, con 40 años y 11 meses, derrotó en primera ronda a Vasek Pospisil, transformándose en el tenista más veterano en ganar un partido de Grand Slam desde que Ken Rosewall lo hiciera en 1978. En el Abierto de Estados Unidos 2021 con 42 años y 7 meses, concretó su participación N.º 63 en torneos de Grand Slam, situándose en el puesto 11° entre los tenistas con más participaciones en este tipo de torneos.

## Vida privada
Karlovic juega al tenis desde los seis años. Su padre Vlado es meteorólogo, y su madre Gordana escribe sobre agricultura; tiene una hermana llamada Anna. Entre sus pasatiempos está jugar baloncesto e ir al cine. El 29 de marzo de 2005 se casó con Alsi, una joven jamaiquina. Su entrenador es Petar Popovic, y su preparador físico, Slaven Hrvoj.

## Títulos ATP (10; 8+2)

### Individual (8)
| Leyenda                       |
| Grand Slam                    |
| ATP World Tour Final          |
| ATP Masters 1000              |
| ATP World Tour 500 series     |
| ATP World Tour 250 series (8) |

| N.º | Fecha                 | Torneo       | Superficie    | Oponente en la final | Resultado               |
| --- | --------------------- | ------------ | ------------- | -------------------- | ----------------------- |
| 1.  | 9 de abril de 2007    | Houston      | Tierra batida | Mariano Zabaleta     | 6-4, 6-1                |
| 2.  | 18 de junio de 2007   | Nottingham   | Hierba        | Arnaud Clément       | 3-6, 6-4, 6-4           |
| 3.  | 8 de octubre de 2007  | Estocolmo    | Dura          | Thomas Johansson     | 6-3, 3-6, 6-1           |
| 4.  | 21 de junio de 2008   | Nottingham   | Hierba        | Fernando Verdasco    | 7-5, 6-7(4), 7-6(8)     |
| 5.  | 21 de julio de 2013   | Bogotá       | Dura          | Alejandro Falla      | 6-3, 7-6(4)             |
| 6.  | 22 de febrero de 2015 | Delray Beach | Dura          | Donald Young         | 6-3, 6-3                |
| 7.  | 17 de julio de 2016   | Newport      | Hierba        | Gilles Müller        | 6-7(2), 7-6(5), 7-6(12) |
| 8.  | 13 de agosto de 2016  | Los Cabos    | Dura          | Feliciano López      | 7-6(5), 6-2             |

#### Finalista (11)
| n.º | Fecha                 | Torneo           | Superficie    | Oponente en la final  | Resultado              |
| --- | --------------------- | ---------------- | ------------- | --------------------- | ---------------------- |
| 1.  | 6 de junio de 2005    | Queen's Club     | Hierba        | Andy Roddick          | 6-7(7), 6-7(4)         |
| 2.  | 12 de febrero de 2007 | San José         | Dura (i)      | Andy Murray           | 7-6(3), 4-6, 6-7(2)    |
| 3.  | 22 de febrero de 2010 | Delray Beach     | Dura          | Ernests Gulbis        | 2-6, 3-6               |
| 4.  | 16 de febrero de 2014 | Memphis          | Dura(i)       | Kei Nishikori         | 4-6, 6-7(0)            |
| 5.  | 24 de mayo de 2014    | Düsseldorf       | Tierra batida | Philipp Kohlschreiber | 2-6, 6-7(4)            |
| 6.  | 13 de julio de 2014   | Newport          | Hierba        | Lleyton Hewitt        | 3–6, 7–6(4), 6–7(3)    |
| 7.  | 6 de julio de 2014    | Bogotá           | Dura          | Bernard Tomic         | 6–7(5), 6–3, 6–7(4)    |
| 8.  | 19 de julio de 2015   | Newport          | Hierba        | Rajeev Ram            | 6-7(5), 7-5, 6-7(2)    |
| 9.  | 24 de julio de 2016   | Washington       | Dura          | Gaël Monfils          | 7-5, 6-7(6), 4-6       |
| 10. | 18 de junio de 2017   | 's-Hertogenbosch | Hierba        | Gilles Müller         | 6-7(5), 6-7(4)         |
| 11. | 5 de enero de 2019    | Pune             | Dura          | Kevin Anderson        | 6-7(4), 7-6(2), 6-7(5) |

### Dobles (2)
| Leyenda                         |
| Grand Slam (0)                  |
| ATP Wourld Tour Finals (0)      |
| ATP Masters 1000 World Tour (0) |
| ATP World Tour 500 series (0)   |
| ATP World Tour 250 series (2)   |

| N.º | Fecha                 | Torneo           | Superficie | Pareja        | Oponentes en la final               | Resultado        |
| --- | --------------------- | ---------------- | ---------- | ------------- | ----------------------------------- | ---------------- |
| 1.  | 20 de febrero de 2006 | Memphis          | Dura       | Chris Haggard | James Blake Mardy Fish              | 0-6, 7-5, [10-5] |
| 2.  | 13 de junio de 2015   | 's-Hertogenbosch | Hierba     | Łukasz Kubot  | Pierre-Hugues Herbert Nicolas Mahut | 6-2, 7-6(9)      |

#### Finalista (1)
| N.º | Fecha               | Torneo       | Superficie | Pareja              | Oponentes en la final                | Resultado    |
| --- | ------------------- | ------------ | ---------- | ------------------- | ------------------------------------ | ------------ |
| 1.  | 29 de julio de 2007 | Indianápolis | Dura       | Teimuraz Gabashvili | Juan Martín del Potro Travis Parrott | 6-3 2-6 6-10 |

### Clasificación en torneos del Grand Slam
| Torneo          | 2003 | 2004 | 2005 | 2006 | 2007 | 2008 | 2009 | 2010 | 2011 | 2012 | 2013 | 2014 | 2015 | 2016 | 2017 | 2018 | 2019 | 2020 | G-P   | Títulos |
| --------------- | ---- | ---- | ---- | ---- | ---- | ---- | ---- | ---- | ---- | ---- | ---- | ---- | ---- | ---- | ---- | ---- | ---- | ---- | ----- | ------- |
| Australian Open | -    | 2R   | 1R   | 1R   | 1R   | 3R   | 2R   | 4R   | 1R   | 3R   | 1R   | 1R   | 2R   | 1R   | 3R   | 3R   | 2R   | 2R   | 16-17 | 0       |
| Roland Garros   | -    | 1R   | 1R   | 2R   | 2R   | 1R   | 1R   | -    | 1R   | 1R   | -    | 3R   | 1R   | 3R   | 2R   | 1R   | 2R   |      | 8-14  | 0       |
| Wimbledon       | 3R   | 4R   | 1R   | 1R   | 1R   | 1R   | CF   | -    | 2R   | 2R   | -    | 1R   | 4R   | 2R   | 1R   | 2R   | 2R   |      | 17-15 | 0       |
| US Open         | 3R   | 1R   | 1R   | 1R   | 1R   | 3R   | 1R   | -    | 3R   | 1R   | 2R   | 2R   | 2R   | 4R   | 1R   | -    | 1R   |      | 13-15 | 0       |

### Challengers (7)
| N.º | Fecha                   | Torneo     | Superficie | Oponente en la final | Resultado            |
| --- | ----------------------- | ---------- | ---------- | -------------------- | -------------------- |
| 1.  | 26 de noviembre de 2001 | Urbana     | Dura       | Robby Ginepri        | 6-4 7-6(5)           |
| 2.  | 4 de agosto de 2003     | Binghamton | Dura       | Nicolas Thomann      | 7-6(6) 6-7(6) 7-6(4) |
| 3.  | 11 de agosto de 2003    | Bronx      | Dura       | Dmitry Tursunov      | 6-3 6-3              |
| 4.  | 5 de abril de 2004      | Calabasas  | Dura       | Alex Bogomolov, Jr.  | 7-6(3) 6-3           |
| 5.  | 9 de octubre de 2011    | Sacramento | Dura       | James Blake          | 6-4, 3-6, 6-4        |
| 6.  | 16 de octubre de 2011   | Tiburón    | Dura       | Sam Querrey          | 6-7(2), 6-1, 6-4     |
| 7.  | 21 de octubre de 2018   | Calgary    | Dura(i)    | Jordan Thompson      | 7-6(3), 6-3          |